# Trenes Urbanos de Río de Janeiro
Los Trenes Urbanos de Río de Janeiro son un sistema de ferrocarriles suburbanos que atiende la región metropolitana de Río de Janeiro alcanzando a 12 de sus 22 municipios. Posee 270 kilómetros de extensión, 8 líneas y 104 estaciones, con cerca de 312 mil pasajeros transportados en cada día hábil. Es el segundo sistema ferroviario más extenso y el quinto con mayor movimiento en todo Brasil. Actualmente es operado por SuperVia que asumió la concesión de las líneas del sistema por un plazo de 25 años (renovados en el 2010 por otros 25 más) a partir del 2 de noviembre de 1998 sustituyendo a la empresa estatal Flumitrens.